# Station Enfield Chase
Enfield Chase is een spoorwegstation van National Rail in Enfield in Engeland. Het station is eigendom van Network Rail en wordt beheerd door Govia Thameslink Railway. 